# El regreso de Elías Urquijo
El regreso de Elías Urquijo o The return of Elias Urquijo es una película de 2014. Es un thriller psicológico dirigido por Roque Madrid protagonizada por los actores franceses Coralie Audret, Xavier Lafitte, el franco-alemán Pierre Kiwitt y los españoles Laura More y Pepe Ocio. El largometraje cuenta la historia de una pareja que alquila una vieja y solitaria casa frente al mar en una pequeña isla, donde conocerán a un enigmático escritor de cuentos infantiles, Elías Urquijo. Paralelamente en la casa ciertos eventos paranormales parecen advertirles de la presencia del extraño. 
Es una coproducción de las productoras españolas DreamCity Entertainment y Cuarto Creciente Producciones y la francesa Monumental Studio.
En 2014 obtuvo el Premio Luna a la Mejor Banda Sonora del VII Festival de Cine de Islantilla compuesta por el músico norteamericano Jay Vincent, además de obtener dos nominaciones a Mejor Película y Mejor Dirección Artística.
- Datos: Q5823103